# Организованная преступная группировка Акопа Юзбашева
Организованная преступная группировка Акопа Юзбашева (также известна как Пушкинская ОПГ) — одна из самых крупных ОПГ Московской области в начале 1990-х годов, лидером которой считался Акоп Юзбашев («Папа Акоп»). Влияние группировки распространялось на Пушкино, Ивантеевку, Сергиев Посад. Группировка раскололась в 1990-е годы на несколько враждовавших друг с другом банд, лидеры которых позже были уничтожены или осуждены. Сам Юзбашев погиб в 2001 году.

## Лидер группировки
Группировка была сформирована в конце 1980-х годов: одними из её основателей и руководителей были ранее судимые братья Сергей и Анатолий Соколовы, которые позже создали свою банду. Однако лидером этой банды считался предприниматель Акоп Юзбашев («Папа Акоп»), президент фирмы Torolla Production и владелец цеха «уникальной мебели», имевший связи с высшими государственными деятелями. Свою карьеру он начал 14-летним подростком в авторемонтных мастерских, а в 1980-е годы на заработанные средства открыл жестяную мастерскую в Пушкино. В конце десятилетия там он начал обслуживать первые иномарки в области, а благодаря связям позже открыл небольшую строительную фирму, деревообрабатывающую фабрику, российско-израильское предприятие по производству безалкогольных напитков и водочный цех.
В дальнейшем Юзбашев стал финансировать компанию московского модельера Валентина Юдашкина, президентом которой была жена вице-президента РСФСР Александра Руцкого. Во время ГКЧП Юзбашев, по собственным словам, перевернул троллейбус и перекрыл танкам сторонников ГКЧП дорогу к Белому дому: слухи об этом дошли до Руцкого, и тот познакомился с предпринимателем, узнав и о его планах. Руцкой предложил Юзбашеву стать вице-президентом фонда «Возрождение»: хотя Юзбашев отрицал сотрудничество с фондом, МВД утверждало обратное, исходя из того, что офис фирмы Torolla Production находился в одном здании с фондом по улице Мясницкой.

## Деятельность и структура ОПГ
К середине 1990-х годов Пушкинской ОПГ платили дань предприниматели с рынков стройматериалов и почти все торговые точки севера Подмосковья. Предприниматели, которые не желали платить дань, вынуждены были закрывать свои предприятия и переезжать из Пушкинского в более безопасные районы, а остальные точки оказывались под «крышей» Пушкинской ОПГ. Считается, что банда Юзбашева контролировала ликеро-водочный, деревообрабатывающий и авторемонтный бизнес, а также поставку товаров народного потребления из-за рубежа (холодильники и велосипеды), выпуск и реализацию изделий художественного промысла, изготовление поддельных спиртных напитков, рынок стройматериалов и дачного строительства. Также «пушкинские» оказывали влияние на торговлю в аэропорту Шереметьево, а под их влиянием находились игорные дома, казино и автосалоны, куда поставлялись угнанные иномарки.
На пике могущества группировка насчитывала более 250 активных участников. Влияние группировки распространялось на Пушкино, Ивантеевку, Сергиев Посад и поселок Правдинский. Пушкинская ОПГ имела развитые зарубежные связи — в США, Германии и Таиланде. В частности, «авторитет» группировки Роднов курировал доставку героина из Таиланда. Держатель «общака» группировки по кличке «Зека» также выезжал по делам ОПГ в страны Восточной Азии. ОПГ отличалась мобильностью, практически все участники ОПГ имели автомашины, могли использовать мотоциклы. На вооружении ОПГ имелось автоматическое оружие, широко использовались современные технические средства, радиосвязь.

## Войны между бандами

### Вражда с «Соколятами»
В начале 1993 года в Пушкинском районе начали вражду две банды: банда Акопа Юзбашева и банда братьев Анатолия и Сергея Соколовых («Соколята»), известные как Правдинская ОПГ. В своё время Соколовы были сотрудниками фирмы Юзбашева «Строительный двор», но позже ушли из компании, открыв собственное дело: отношения между бывшими коллегами были накалены, а коммерческие структуры Юзбашева и Соколовых активно боролись друг против друга. Анатолий Соколов обвинял Юзбашева в том, что тот давал взятки высокопоставленным сотрудникам милиции в виде денежных сумм и автомобилей, а также собирал видеокомпромат на них.
Весной 1993 года в болоте около Пушкино были найдены трупы двух местных жителей, которых, как оказалось, встретили на дискотеке телохранители Юзбашева, вывезли их за город, избили и 
и бросили умирать. Чуть позже в Пушкино пропал без вести приятель Карины Юзбашевой (дочери предпринимателя) по имени Дмитрий Болдин, которого, по словам полковника милиции в отставке Дмитрия Медведева, Юзбашев откровенно недолюбливал. Позже в областной РУОП поступило заявление от Юзбашева о похищении Соколовыми его дочери Карины и требовании о выкупе в размере 300 тысяч долларов и учредительных документов «Строительного двора». Соколовых арестовали и поместили под стражу в «Матросскую тишину», но те затем рассказали милиции о криминальном бизнесе Юзбашева. По мнению всё того же Медведева, похищение Карины Юзбашевой могло быть инсценировано.

### Штурм дачи Юзбашева
На фоне многочисленных сообщений о вымогательствах в городе и его окрестностях, а также присутствии охранников Юзбашева в Пушкинском районе милиция всерьёз занялась расследованиями преступлений в Пушкино. За домом Юзбашева в посёлке Лесном было установлено наблюдение, по итогам которого было подтверждено присутствие вооружённых людей в этом здании. В ночь на 18 июня 1993 года около 30 вооружённых сотрудников МВД начали штурм дома: в ходе штурма была убита охранявшая дачу собака, 30 человек из банды Юзбашева были арестованы, однако самого лидера банды не оказалось среди них. Очевидцы из окружения бизнесмена утверждали, что охрана услышала шум у дома и скомандовала начальнику бежать прочь, после чего тот выпрыгнул в окно и сбежал к знакомым. Они также обвиняли милицию в том, что те посадили в бассейн всех задержанных и, положив поверх их голов арматуру, подключили электрический ток, чтобы те не вздумали ничего предпринимать.
По словам милиции, Юзбашев случайно избежал ареста, поскольку уехал к знакомому парикмахеру стричься незадолго до штурма, однако о возможной операции он мог быть в курсе. В ходе обыска у самого Юзбашева были изъяты завёрнутый в целлофановый пакет револьвер без отпечатков пальцев, пять поддельных загранпаспортов на имя Юзбашева, один дипломатический паспорт и 300 бочек с фиктивной водкой. Также было конфисковано 18 единиц огнестрельного оружия, складированных в доме директора «Строительного двора» по фамилии Владимиров. В качестве понятых были приглашены два солдата, поскольку местные боялись помогать милиции. Люди Юзбашева уверяли, что милиция принесла оружие с собой и заставила двух солдат подписать заранее сфабрикованный протокол, а также вывезла с дачи все ценности (командир операции полковник Медведев якобы уехал из Пушкино на автомобиле Mercedes, принадлежавшем Юзбашеву).

### Бегство Юзбашева
Большое оперативное дело распалось на несколько маленьких: по факту поддельной водки расследование не было начато вообще, вопросом о незаконном хранении оружия занялась прокуратура Московской области, а поддельными паспортами — прокуратура Москвы. Из 30 задержанных под арестом осталось всего девять человек, а сроки получили только шесть человек за незаконное хранение оружия и злостное хулиганство. Относительно мягкий приговор связывали с угрозами в адрес свидетелей и с недостаточно тщательной работой областной милиции. Сам Юзбашев бежал в Грузию, где продолжил координировать деятельность своих коммерческих структур, враждовавших с Соколовыми.
Зимой 1994 года был убит друг «Соколят» Павел Роднов, вскоре в Пушкино был убит один из людей Юзбашева Александр Малов. Сергей Соколов был застрелен 21 марта 1994 года двумя неизвестными в подъезде собственного дома, а затем сгинул в криминальных войнах и Анатолий Соколов, пристрастившийся к наркотикам. В конце 1994 года Медведев добился санкции на арест Юзбашева за подделку документов и дачу взятки сотруднику МИД РФ в размере 1 тысячи долларов за оформление загранпаспорта. Однако к тому моменту Юзбашев из Грузии перебрался в Турцию, а оттуда попал в Израиль, где чувствовал себя в безопасности: местные власти его не выдавали.
По заявлению людей Юзбашева, МВД организовала на него облаву формально из-за его связей с Руцким, который выступил на стороне защитников Верховного Совета России: сам коммерсант утверждал, что в июне того года некий генерал МВД требовал от него предоставить компромат на Руцкого, но Юзбашев отказался наотрез. Сам Юзбашев говорил, что не боялся ареста, а боялся погибнуть от рук людей из МВД.
В конце 1994 года газета «Куранты» сообщила о том, что Юзбашев в течение года дважды встречался со своим адвокатом Дмитрием Якубовским и предложил прокрутить в коммерческих банках средства, предназначенные для погашения внешнего долга России, и заработать на этом. Спецслужбы РФ выяснили, что для реализации плана Юзбашеву якобы надо было поделиться прибылью с Владимиром Шумейко и Алексеем Ильюшенко. После этого последовала встреча Юзбашева с помощником экс-главы МВД Виктора Ерина, который договаривался об обеспечении гарантии безопасности возвращения Юзбашева в страну (для этого даже был арестован Якубовский). Эту версию опровергали знакомые Юзбашева.

### Иные стычки
Помимо Правдинской ОПГ, Юзбашев враждовал с Ивантеевской ОПГ, группировкой «Мордва» и группировкой посёлка Лесной. В ходе развязавшихся войн 11 мая 1993 года были расстреляны двое членов банды Юлдашева Дмитрий Рябчук («Незнайка») и Дмитрий Глумов, еще один участник ОПГ был ранен. Летом того же года неизвестные киллеры убили «авторитетов» группировки Роднова и его приближенного. 3 августа 1995 года в Пушкинском районе был убит телохранитель Юзбашева Владимир Малов (брат погибшего в марте 1994 года Александра Малова), после чего прокуратура потребовала возобновить расследование уголовных дел, в которых фигурировал Юзбашев.
Группировке Юзбашева приписывали убийство ряда директоров крупнейших винно-водочных заводов Подмосковья, однако причастность самого Юзбашева к организации преступлений органам долго не удавалось установить отчасти из-за использовавшегося Юзбашевым компромата на силовиков. В декабре 1995 года на улице 50 лет ВЛКСМ города Пушкино были убиты лидер Пушкинской ОПГ А. В. Хятрусов и его брат, которых расстреляли в автомобиле Audi 80. В августе 1996 года был убит лидер Правдинской ОПГ В. А. Вагин.

## Крах банды
В результате войн с конкурирующими бандами Пушкинская ОПГ распалась на три небольшие группировки, которые стали известны под собирательным названием «Пушкинско-Ивантеевская ОПГ». Сам Юзбашев был убит 18 мая 2001 года возле поселка Лесной Пушкинского района. Примерно в 12:30 того дня автомобиль Юзбашева, шестисотый «Mercedes», ехавший в сторону Москвы, был обстрелян неизвестными из пистолета ТТ: дорогу Юзбашеву при этом преградил ВАЗ-2103, на котором скрылись преступники. Юзбашев скончался на месте от полученных ранений.

## Группировка Николая Деева
В 1999 году криминальный авторитет из Подмосковья Николай Деев по кличке «Маргарин» создал группировку для контроля над оптово-розничным рынком в Пушкино. Эта группировка совершила ряд убийств тех, кто отказывался платить ей «дань». Но в начале 2000-х годов Деев и казначей группировки Николай Борисов были убиты конкурирующими с ними преступниками. Преемника Маргарина Михаила Пуртова в 2003 году также убили конкуренты, после чего, как предполагается, лидерами группировки стали Дмитрий Лесняков («Лес») и Дмитрий Завьялов («Дима Большой»). Их банду в дальнейшем в прессе иногда называли «Пушкинской ОПГ», хотя костяк этой группировки был сформирован из разгромленных курганских, турбазовских и других бандформирований, а на каком-то этапе они называли себя «балашихинскими».
Уголовное дело девяти предполагаемых участников этой группировки, включая Дмитрия Леснякова и Дмитрия Завьялова, Московский областной суд с участием присяжных заседателей начал рассматривать в апреле 2018 года. В апреле 2021 года Лесняков и Завьялов были признаны судом присяжных виновными в серии особо тяжких преступлений: им инкриминировали организацию межрегиональной преступной группы, а шестерых человек из банды признали виновными в бандитизме — Дмитрия Задкова, Валерия Бабаева, Александра Лебедева, Ралифа Фаизова, Сергея Фреера и Идрака Абилова. Было доказано совершение более 40 тяжких и особо тяжких преступлений в Москве, Подмосковье и регионах России с 1999 по 2011 годы. Леснякова, Завьялова и Фаизова суд приговорил к пожизненному лишению свободы с отбыванием наказания в колонии строгого режима. Задков, Бабаев, Фреер, Лебедев и Абилов получили разные тюремные сроки.

## Комментарии
1. ↑  Согласно Владиславу Тихомирову и книге «ООН против криминального Ельцина», имя в документах — Яков Вениаминович Юзбашев[3]